# Republikanischer Schutzbund

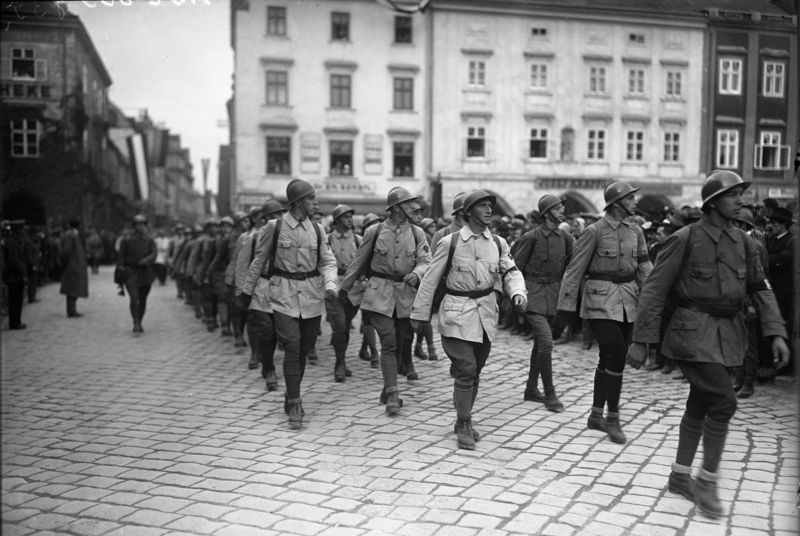
Aufmarsch des Republikanischen Schutzbundes am 7. Oktober 1928 in Wiener Neustadt, siehe Aufmarsch der Heimwehr und des Schutzbundes in Wiener Neustadt

Der Republikanische Schutzbund (SchB) war die 1923/24 gegründete paramilitärische Organisation der österreichischen Sozialdemokratischen Arbeiterpartei (SDAP).

## Geschichte
Hervorgegangen war der Republikanische Schutzbund zum Teil aus der nach dem Ende des Ersten Weltkrieges im Jahr 1918 formierten Volkswehr. Er sollte für die Sozialdemokraten das Gegengewicht zu den bereits 1920 geschaffenen (und auf die „Bürgerwehren“ von 1918 zurückgehenden) christlich-sozialen Heimwehren und vor allem zum ebenfalls von Christlich-Sozialen dominierten Bundesheer bilden. Ideologisch eng verbunden fühlte sich der Schutzbund, der stark großdeutsch orientiert war, mit dem deutschen Reichsbanner Schwarz-Rot-Gold, das sich in Deutschland der Verteidigung der Weimarer Verfassung und dem Schutz der republikanischen Parteien vor politisch motivierter Gewalt durch Stahlhelm, SA oder Rotem Frontkämpferbund verschrieben hatte. 
Mitbegründer und Obmann war Julius Deutsch, zu seinen Mitarbeitern zählten Theodor Körner (1945–51 Bürgermeister von Wien, 1951–57 Bundespräsident) und der Heeresoffizier Alexander Eifler. 1928 zählte der Republikanische Schutzbund etwa 80.000 Mitglieder und war vor allem in Wien und den Industriegebieten Oberösterreichs, Niederösterreichs, Kärntens und der Steiermark vertreten. Als jedoch im März 1933 das Parlament durch einen Staatsstreich des christlich-sozialen Bundeskanzlers Engelbert Dollfuß aufgelöst und in Österreich eine ständisch-autoritäre Diktatur errichtet wurde, forderte die Basis des Schutzbundes zur Verteidigung der Verfassung und der parlamentarischen Demokratie vergeblich den Aufruf zum offenen Kampf und die Herausgabe der Waffen. Die Führung der Sozialdemokraten hielt sie zurück und hatte immer noch die Illusion einer friedlichen Lösung vor Augen – obwohl der Republikanische Schutzbund zu diesem Zeitpunkt am Zenit seiner militärischen Bedeutung stand.
Am 20. Mai 1933 wurde unter Führung Dollfuß’ die Vaterländische Front (VF) als Nachfolgerin der CS, als Einheitspartei, überparteiliche, katholisch orientierte und strikt antimarxistische politische Organisation aller vaterlandstreuen Österreicher und Österreicherinnen gegründet. Kurz darauf erklärte das austrofaschistische Regime (Ständestaat) oppositionelle Parteien und Organisationen, darunter auch die KPÖ und die Freidenker, nach und nach für aufgelöst. Am 31. März 1933 erfolgte das Verbot des Republikanischen Schutzbundes, der aber, als nunmehr illegale Organisation, weiterhin bestand.
Das Ende des Republikanischen Schutzbundes kam infolge des Österreichischen Bürgerkrieges im Februar 1934. Auslöser des Bürgerkriegs war eine Durchsuchung des Hotels Schiff nach Waffen durch die Polizei am 12. Februar 1934. Dies führte zur bewaffneten Auseinandersetzung zwischen Angehörigen des Schutzbundes und der Exekutive; in die Kämpfe griff später auch die als Hilfspolizei eingesetzte Heimwehr unter Führung von Innenminister Emil Fey ein. Die Polizei war beauftragt worden, das Linzer Parteiheim der Sozialdemokraten im Hotel Schiff in Linz nach Waffen zu durchsuchen. Die Anwesenden widersetzten sich und eröffneten das Feuer. Die Kämpfe weiteten sich auf weitere Teile der Stadt aus und am Nachmittag kam es auch in Wien und der Steiermark zu ersten Gefechten. Nach dem Ende der Kämpfe wenige Tage später hatten Polizei, Heimwehren und das zur Unterstützung gerufene Bundesheer den Widerstand des Schutzbundes gebrochen. Das Regime erklärte die SDAP und alle ihre Organisationen für aufgelöst, enthob deren Politiker aller Ämter und löste darüber hinaus die sozialdemokratischen Gewerkschaften wie auch den Verfassungsgerichtshof auf.
Etwa 111, zumindest aber 88 Angehörige des Schutzbundes wurden während der Kämpfe getötet. Einige führende Mitglieder, darunter Karl Münichreiter, Georg Weissel und der steirische Nationalratsabgeordnete Koloman Wallisch, wurden standrechtlich zum Tode verurteilt und hingerichtet. Mehrere hundert gefangen genommene Schutzbündler wurden in Anhaltelagern inhaftiert. Viele Sozialdemokraten flohen kurz nach Ausbruch der Kämpfe in die Tschechoslowakei, darunter Otto Bauer, in die Sowjetunion, wo sie später zum Teil den Säuberungsaktionen Josef Stalins zum Opfer fielen, oder schlossen sich, wie Julius Deutsch, den Internationalen Brigaden im Spanischen Bürgerkrieg an. Der Schweizerische Gewerkschaftsbund überwies 1934 24.000 Franken und 1935 12.000 Franken zu ihrer Hilfe, zusätzlich zu 200.000 Franken Schweizer Arbeiterhilfsleistungen bis 1938 und den Kinderevakuierungen per Bahn in die Schweiz. Ab April 1934 verhinderten die austrofaschistischen Behörden weitere Kinderhilfszüge.

## Museale Rezeption
Im Wiener Heeresgeschichtlichen Museum befinden sich Uniformen des Republikanischen Schutzbundes sowie eine Arbeiterfahne. Als besonderes Stück ist auch die Tatwaffe von Schattendorf, ein aus einer österreichischen Infanteriewaffe umgearbeitetes Jagdgewehr, ausgestellt.